# Чмирук, Дмитрий Архипович
Дмитрий Архипович Чмирук (укр. Дмитро Архипович Чмирук; род. 2 января 1945, Украинская ССР) — советский и украинский велогонщик и тренер; Мастер спорта СССР, Заслуженный тренер Украины, Заслуженный работник физической культуры и спорта Украины.

## Биография
Родился 2 января 1945 года. Занимался велоспортом, став мастером спорта СССР. Затем перешёл на тренерскую работу. Работал в Белой Церкви в Центре олимпийской подготовки КОСДЮШОР «Луч».
Воспитал ряд известных велогонщиков, среди которых Руслан Подгорный и Владимир Дюдя. В последние годы тренирует девушек-велосипедисток, в числе которых Метальникова Инна, Клячина Оксана, Линник Яна, Куриленко Инна и Фарщук Снежанна.
В настоящее время Дмитрий Архипович является директором Киевской областной специализированной детско-юношеской школы олимпийского резерва «Луч» по велосипедному спорту (Белая Церковь), а также председателем Федерации велоспорта Киевской области.
В июле 2017 года ему было присвоено звание «Почётного гражданина города Белая Церковь».